# Rùa câm
Rùa câm hay còn gọi là rùa đẹp (Danh pháp khoa học: Mauremys mutica mutica) là một phân loài của loài rùa Mauremys mutica - hay còn gọi là rùa ao vàng (Yellow pond turtle), chúng phân bố tại phân bố rộng rãi tại Trung Quốc (Hải Nam), Đài Loan, miền bắc và miền trung và Việt Nam và có thể ở cả Lào. Do bị chia cắt bởi vùng địa lý loài rùa Mauremys mutica đã phân biệt thành hai phân loài bao gồm phân loài rùa câm (Mauremys mutica mutica) và phân loài Mauremys mutica kami ở Nhật Bản (đảo Ryukyu). Ở Việt Nam, chúng phân bố chủ yếu ở miền Bắc Việt Nam, hiện tại đã gần như tuyệt chủng trong điều kiện tự nhiên và hiện nay đang được nuôi thương phẩm để xuất bán sang Trung Quốc.

## Danh pháp
Danh pháp đồng nghĩa: 
- Emys muticus Cantor, 1842
- Emys mutica Gray, 1844
- Clemmys mutica Boettger, 1888
- Damonia mutica Boulenger, 1889
- Clemmys schmackeri Boettger, 1894
- Geoclemys mutica Siebenrock, 1909
- Cathaiemys mutica Lindholm, 1931
- Annamemys grochovskiae Tien, 1957
- Annamemys groeliovskiae Battersby, 1960 (ex errore)
- Mauremys mutica McDowell, 1964
- Mauremys muica Zhou & Zhou, 1991 (ex errore)
- Mauremys grochovskiae Iverson & McCord, 1994
- Mauremys mutica mutica Yasukawa, Ota & Iverson, 1996
- Cathaiemys mutica mutica Vetter, 2006

## Đặc điểm
Chúng có mai màu nâu hoặc nâu gụ, đầu màu nâu xám, hai bên má màu vàng nhạt, trên đầu có hai sọc màu vàng nhạt, yếm màu vàng có các tấm đen ở mỗi tấm yếm. Theo quan niệm của Đông y, rùa câm là một dược liệu rất quý. Thịt rùa là thức ăn bổ dưỡng có tác dụng cường dương, yếm và mai dùng để nấu cao, huyết rùa có thể chữa một số bệnh tim mạch, điều hoà huyết áp. Thịt rùa câm có nhiều protein. Mai rùa có hàm lượng khoáng chất cao, có giá trị dược liệu quý, là nguyên liệu làm “quy bản”.
Rùa câm sinh trưởng tương đối nhanh. Nếu chăm sóc tốt, trong một năm có thể tăng trọng 0,3 - 0,4 kg/con. Một con rùa trưởng thành khoảng 3 năm có thể nặng tới 1,0 – 1,2 kg/con, có khi tới 1,5 kg/con. Rùa câm có tính thích ứng không cần rộng, phát triển bình thường trong điều kiện nuôi nhốt ở nhiệt độ nước 2 - 38 độ C, ít khi mắc bệnh, ăn tạp. Chỉ có những cặp rùa bắt từ tự nhiên mới có thể phối giống, đẻ trứng và ươm nở thành rùa con. Những thế hệ rùa từ F2 trở đi không cỏn khả năng này. Bởi vậy, những cặp “rùa rừng” chính gốc rất quý, được ví như những cỗ máy "đẻ ra vàng". Rùa câm bố mẹ thường sinh sản vào tháng 3 đến tháng 7 hàng năm, với khoảng 3-4 lứa. Khoảng cách giữa cách lứa thường là 1 tháng.
Trong chọn giống, người ta thường chọn những con rùa đực dài mình và bụng lõm, trọng lượng từ 1.2- 1.4 kg. Vì đặc điểm này sẽ giúp chúng giao phối dễ dàng hơn và khả năng thành công cũng cao hơn. Những con bụng phẳng tỉ lệ giao phối thành công không cao, thời gian giao phối phải kéo dài khiến sức khỏe của rùa bị giảm sút. Rùa cái có cơ thể dày và to, trọng lượng khoảng 1-1.2 kg. Bởi chúng thường cho số lượng trứng nhiều hơn, số lượng từ 4-5 trứng/ mỗi lần đẻ. Những con thân hình mỏng thường cho số lượng trứng thấp, mỗi lần chỉ đạt khoảng 1-2 quả. Nếu rùa câm bố mẹ kém, trứng sẽ dài, rùa con sinh ra có thể bị chột, dị tật không đồng đều nhau. Mặt khác, rùa bố mẹ kém số lượng trứng đẻ ở mỗi lứa sẽ thấp chỉ từ 1-2 quả. Trứng rùa câm có hình dạng thuôn dài khá lạ mắt

## Nuôi dưỡng
Được coi là một loại thần dược theo quan niệm Đông Y nên được nuôi nhốt nhiều. Chăm sóc rùa từ khi mới nở đến 5 tháng tuổi là rất quan trọng. Sau vài tuần lễ rùa sẽ nở. Chúng sẽ không được nhìn thấy ánh sáng mặt trời từ khi nở cho đến khi được “xuất chuồng”. Giai đoạn này rùa câm con còn yếu, sức đề kháng chưa cao. Do vậy, chúng dễ mắc bệnh do môi trường sống mang lại.
Thông thường giai đoạn này, rùa câm được nuôi trong chậu có đường kính 60 cm để thuận lợi trong việc theo dõi, phát hiện nấm bệnh ở rùa. Trong 3 ngày đầu sau khi nở, rùa không ăn, bởi năng lượng tích lũy vẫn còn. Thời gian này rùa chủ yếu làm quen với môi trường mới.Đến ngày thứ 4 bắt đầu cho rùa ăn tự do. Đến khoảng 2 tháng tuổi, lượng thức ăn cho 30 con rùa là vào khoảng 2-3 lạng tôm cá nhỏ.
Khi rùa đạt 5 tháng tuổi, lúc này cơ thể đã cứng cáp trọng lượng cũng tăng lên và khả năng thích nghi môi trường tốt hơn. Cần tiến hành cho rùa vào bể nuôi. Mật độ là 100 con/ 1.5m². Lượng thức ăn trong giai đoạn này cần khoảng 5-6 lạng thức ăn mỗi ngày và cho ăn một lần vào buổi chiều tối. Mỗi ngày sau khi cho ăn xong cần thay nước và vệ sinh sạch bể nuôi.
Rùa câm khoảng 5 năm tuổi đã đạt trọng lượng tối đa, nếu ăn nhiều chúng dễ béo phì, ảnh hưởng tới việc đẻ trứng. Với 1 rùa đực và 4 rùa cái trong một ngăn, hai ngày cho ăn một lần tương đương với 3-5% tổng trọng lượng cơ thể rùa. Cần bổ sung thêm lượng hoa quả để rùa có đủ chất khoáng. Sau khi cho rùa ăn xong, cần vệ sinh sạch sẽ cho rùa giao phối được thuận lợi. Trước thời gian rùa sinh sản khoảng 1-2 tuần cần chú ý vệ sinh ngăn cát. Đảm bảo ngăn cát thông thoáng sạch sẽ. Tạo độ ẩm của ngăn cát khoảng 70% để rùa đẻ thuận lợi hơn. Ở độ ẩm này rùa dễ dàng bới tạo ổ để đẻ.